# Gare de Ker Lann
La gare de Ker Lann est une halte ferroviaire française de la ligne de Rennes à Redon, située sur le territoire de la commune de Bruz, au campus de Ker Lann, dans le département d'Ille-et-Vilaine en région Bretagne.
C'est une halte de la Société nationale des chemins de fer français (SNCF), desservie par des trains express régionaux TER Bretagne, circulant entre Rennes et Messac-Guipry ou Redon.

## Situation ferroviaire
Établie à 26 m d'altitude, la gare de Ker Lann est située au point kilométrique (PK) 382,008 de la ligne de Rennes à Redon, entre les gares de Saint-Jacques-de-la-Lande et de Bruz.

## Histoire
La halte SNCF est créée au début des années 1990 pour la desserte du Campus de Ker Lann, qui regroupe plusieurs grandes écoles ainsi que des centres de formation notamment en apprentissage.

## Fréquentation
De 2015 à 2023, selon les estimations de la SNCF, la fréquentation annuelle de la gare s'élève aux nombres indiqués dans le tableau ci-dessous.
| Année     | 2015   | 2016   | 2017   | 2018   | 2019   | 2020   | 2021   | 2022   | 2023   |
| --------- | ------ | ------ | ------ | ------ | ------ | ------ | ------ | ------ | ------ |
| Voyageurs | 63 675 | 61 896 | 60 933 | 59 354 | 71 306 | 47 823 | 66 092 | 85 456 | 88 192 |

## Service voyageurs

### Accueil
Halte SNCF, est un point d'arrêt non géré (PANG) à entrée libre, elle ne dispose pas de distributeurs automatiques de titres de transport TER. Elle est composée de deux quais avec abris et un parking est aménagé à proximité.

### Desserte
Ker Lann est desservie par des trains TER Bretagne, circulant entre Rennes et Messac-Guipry ou Redon. Une dizaine de trains dans chaque sens, quotidiens, permettent notamment de rejoindre le centre de Rennes en environ 6 à 10 minutes. Elle est située dans la zone de validité des titres de transport intermodaux Unipass de Rennes Métropole,.

### Intermodalité
La gare de Ker Lann n'est pas immédiatement en correspondance avec le réseau de bus urbain néanmoins le campus étant aussi desservi par ce même réseau, les lignes C7, 219 et 245 et la nuit la ligne N3 du STAR sont accessibles à l'arrêt Cœur de Campus situé à environ 800 m.